# Georges Monval
Ne doit pas être confondu avec Hippolyte Mondain.
Georges Hippolyte Mondain dit Monval, né le 1er avril 1845 à Monceau-près-Avon (Seine-et-Marne) et décédé le 28 juin 1910 à Paris, est un avocat, acteur et archiviste français.

## Biographie
Après des études de droit, Georges Mondain décide de s'orienter vers le théâtre à 27 ans. Il prend le nom de Monval, est reçu au Conservatoire puis entre à l'Odéon en 1874. Il fut archiviste à la Comédie-Française de 1878 à 1908. Il fonde en 1879 une revue consacrée à Molière, Le Moliériste. Elle paraîtra pendant 10 ans.
En 1891, il retrouve par hasard un manuscrit autographe original du Neveu de Rameau de Denis Diderot. Sa publication du texte est la première en français basée sur un manuscrit original.

## Vie personnelle
Il naît en 1845, fils du colonel Hippolyte Mondain.
Il se marie avec Ève Marie Madeleine Lafaye (née le 25 janvier 1857 à Montmartre et décédée le 13 janvier 1945 à Paris 5e arrondissement), fille du peintre verrier Prosper Lafaye et de Sophie Coppée (sœur du poète). 
Ils eurent cinq enfants :
- Jean Baptiste dit Jean Monval (1882-1942), chartiste, archiviste à la Comédie-Française, marié à Clémentine Marie Louise Welschinger ;
- Georgette Sophie Françoise (1883-1977), mariée à Henri Albert Cottin ;
- Henriette Marie Madeleine (1886-1972), mariée à Charles Auguste Horn (1879-1915) ;
- Marcelle Renée Jeanne (1892-1990) ;
- Paul Jean Georges (1898-1960), professeur au Conservatoire des arts et métiers, marié à Germaine Marie Georgette Wellard.

Il meurt en 1910, et est inhumé au cimetière du Père-Lachaise (26e division).

## Publications
- De la cession des biens, de la novation, de la ratification, Toulouse, Imp. Rives, 1867.
- La Promenade de Saint-Cloud, 1867
- Premier registre de La Thorillière (1663-1664), 1867
- Avec Paul Porel : L'Odéon : histoire administrative, anecdotique et littéraire du second théâtre français..., 1876-1882
- Les théâtres subventionnés, Paris, Berger-Levrault, 1879.
- Le Moliériste (revue), 1879-1889.
- Une colonne de comédiens à Conflans Sainte-Honorine au XVIIe siècle, Pontoise, A. Paris, 1880.
- Les tombeaux de Molière et de La Fontaine, Paris, N. Texier, 1882.
- Lettres au Mercure sur Molière, sa vie, ses œuvres et les comédiens de son temps, 1887
- Le Laquais de Molière, 1887
- Fêtes et spectacles donnés à Fontainebleau et au Monceau en 1772 : relation publiée avec notes et appendices, 1888
- Diderot, Le neveu de Rameau , satyre publiée pour la première fois sur le manuscrit original autographe, avec une introduction et des notes par Georges Monval, accompagnée d'une notice sur les premières éditions de l'ouvrage et de la vie de Jean François Rameau, 1891.
- Le théâtre à Rouen au XVIIe siècle, Issoudun, A. Gaignault, 1893.
- Les collections de la Comédie-Française : catalogue historique et raisonné, 1897
- Chronologie moliéresque, 1897
- Comédie-Française : 1658-1900 : liste alphabétique des sociétaires depuis Molière jusqu'à nos jours, 1900
- Voltaire et Adrienne Lecouvreur, 1902